# Pelíšky
Pelíšky jsou česká filmová komedie režiséra Jana Hřebejka z roku 1999, dějově zasazená do Prahy na konci 60. let 20. století. Vznikla do jisté míry podle sbírky povídek Hovno hoří od Petra Šabacha z roku 1994. Pro film však byl titul z důvodu přijatelnosti změněn. Především povídka Voda se šťávou sloužila pro definování jednotlivých postav.

## Obsah filmu
Děj filmu Pelíšky je zasazen do období mezi prosincem 1967 a koncem letních prázdnin roku 1968, tedy do doby tzv. Pražského jara, kdy se československá společnost nacházela v atmosféře postupného uvolňování komunistického režimu a rostoucích nadějí na politické a společenské reformy. Tyto události se v příběhu odrážejí především prostřednictvím každodenního života dvou rodin, které společně obývají vilku v pražských Košířích.

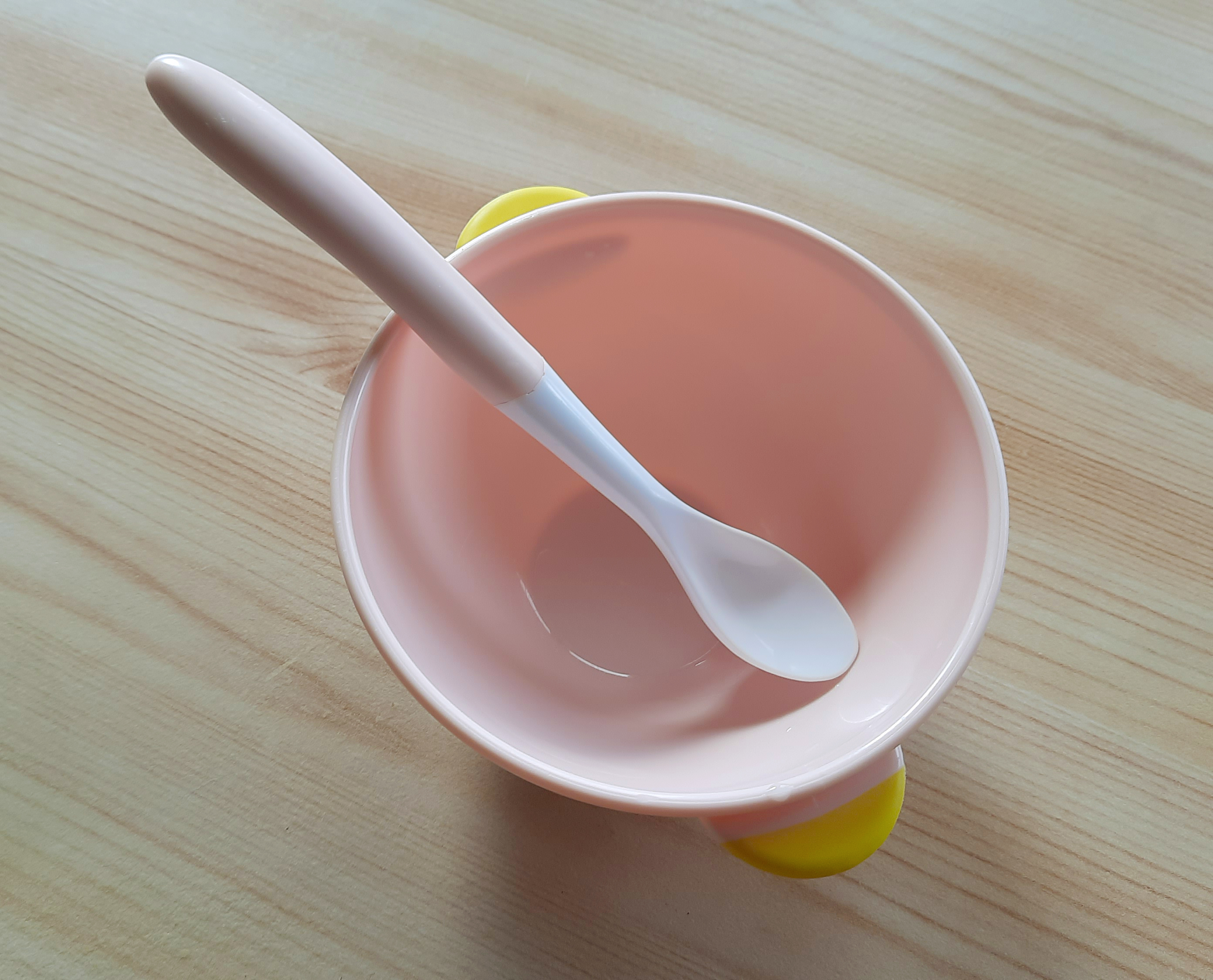
Plastová lžička je jedním ze symbolů děje filmu.

V horním patře domu žije rodina Krausových. Otec Kraus, v podání Jiřího Kodeta, je bývalý voják a válečný invalida, jenž se netají svým kritickým postojem k vládnoucí komunistické straně a je přesvědčen o jejím nevyhnutelném pádu, který glosuje např. frází „dávám komunistovi rok, maximálně dva.“ Touží po uznání československých letců, což se projevuje např. jeho představou přestavby bývalého Stalinova památníku na Letné na památník československých letců; doufá, že právě otevřenější doba před srpnem 1968 by toto umožnila. V přízemí se naopak nachází rodina majora Šebka, důstojníka Československé lidové armády, kterého ztvárnil Miroslav Donutil. Šebek je oddaným zastáncem komunistické ideologie a věří v historickou převahu socialistického systému nad kapitalistickým Západem. To se projevuje např. tím, že poukazuje na různé vynálezy východního bloku (nerozbitné skleničky, plastové lžičky).
Oba muži se navenek prezentují jako neochvějné autority a hlavy rodin, avšak skutečný chod domácnosti je do značné míry ovlivňován jejich manželkami – chápavou a tolerantní paní Krausovou, ztvárněnou Emílií Vášáryovou, a paní Šebkovou v podání Simony Stašové. Ty dokáží zmírňovat konflikty a zajišťovat rodinnou soudržnost i v prostředí napjatých politických a osobních rozporů.
Významnou dějovou linii tvoří osudy dospívajících dětí obou rodin, které jsou spolužáky na gymnáziu. Michal Šebek (hraje Michael Beran) je romanticky zamilovaný do Jindřišky Krausové (Kristýna Nováková), ta však ve skutečnosti tíhne k sebevědomému spolužákovi Elienovi (Ondřej Brousek), jehož rodiče pobývají služebně ve Spojených státech amerických. Generační konflikt mezi dětmi a jejich otci je vykreslen jako střet rozdílných ideálů a hodnot, kdy mladší generace hledá vlastní cestu a odmítá přejímat rigidní názory svých rodičů.
Děj dále prohlubují vedlejší postavy. Mezi ně patří např. teta Šebkových, učitelka Eva, která po smrti svého manžela vychovává malého syna Péťu. Po úmrtí paní Krausové nachází Eva porozumění a citovou oporu právě u vdovce Krause, což do příběhu vnáší rovinu osobní tragiky i naděje. Zásadní úlohu sehrává také třídní profesor Mašláň (Jaroslav Dušek), který se na první pohled jeví jako empatický a tolerantní pedagog. V průběhu děje se však odhaluje jeho skutečná povaha – jde o člověka bez zásad, ochotného přizpůsobit se jakékoli situaci a obětovat morální principy ve prospěch vlastního prospěchu.

## Obsazení
| Jiří Kodet        | Jindřich Kraus            |
| Emília Vášáryová  | Vilma Krausová            |
| Kristýna Nováková | Jindřiška Krausová        |
| Miroslav Donutil  | otec Šebek                |
| Simona Stašová    | matka Šebková             |
| Michael Beran     | Michal Šebek              |
| Sylvie Koblížková | „Uzlinka“ Liduška Šebková |
| Bolek Polívka     | strýc Šebek               |
| Stella Zázvorková | babička Šebková           |
| Eva Holubová      | učitelka Eva              |
| Marek Morvai      | Péťa                      |
| Ondřej Brousek    | Elien                     |
| Jaroslav Dušek    | učitel Saša Mašláň        |
| Miroslav Kaman    | příslušník VB             |
| Jiří Krejčík      | doktor Stárek             |
| Boris Hybner      | kouzelník                 |

Podle Ivy Janžurové byla role matky Krausové nejprve nabídnuta jí; poté, co trvala na tom, aby její postava nezemřela, a scenárista Petr Jarchovský nebyl ochoten roli přepsat, ke spolupráci nedošlo.

## Výroba
Realizace filmu trvala pět let. Původně mělo jít o dvoudílný televizní film. Několikrát byl scénář měněn; původně se nepočítalo s vyobrazením okupace Československa vojsky Varšavské smlouvy.
Řada scén z původní knižní předlohy byla upravena tak, aby více odpovídala průběhu celého filmu. Některé jiné ale vznikly přímo improvizací na místě.

## Přijetí
Premiéra filmu se uskutečnila dne 8. dubna 1999 v kině Lucerna v centru Prahy. Během doby, co byl v kinech, jej navštívilo přes milion lidí a vydělal (jen z promítání) 62 milionů Kč.

## Ocenění
Film získal celkem tři České lvy: za nejlepší hlavní mužský herecký výkon (Jiří Kodet), za filmový plakát a za divácky nejúspěšnější český film. Na Mezinárodním filmovém festivalu v Karlových Varech v roce 1999 získal film Cenu diváků.

## Místa natáčení

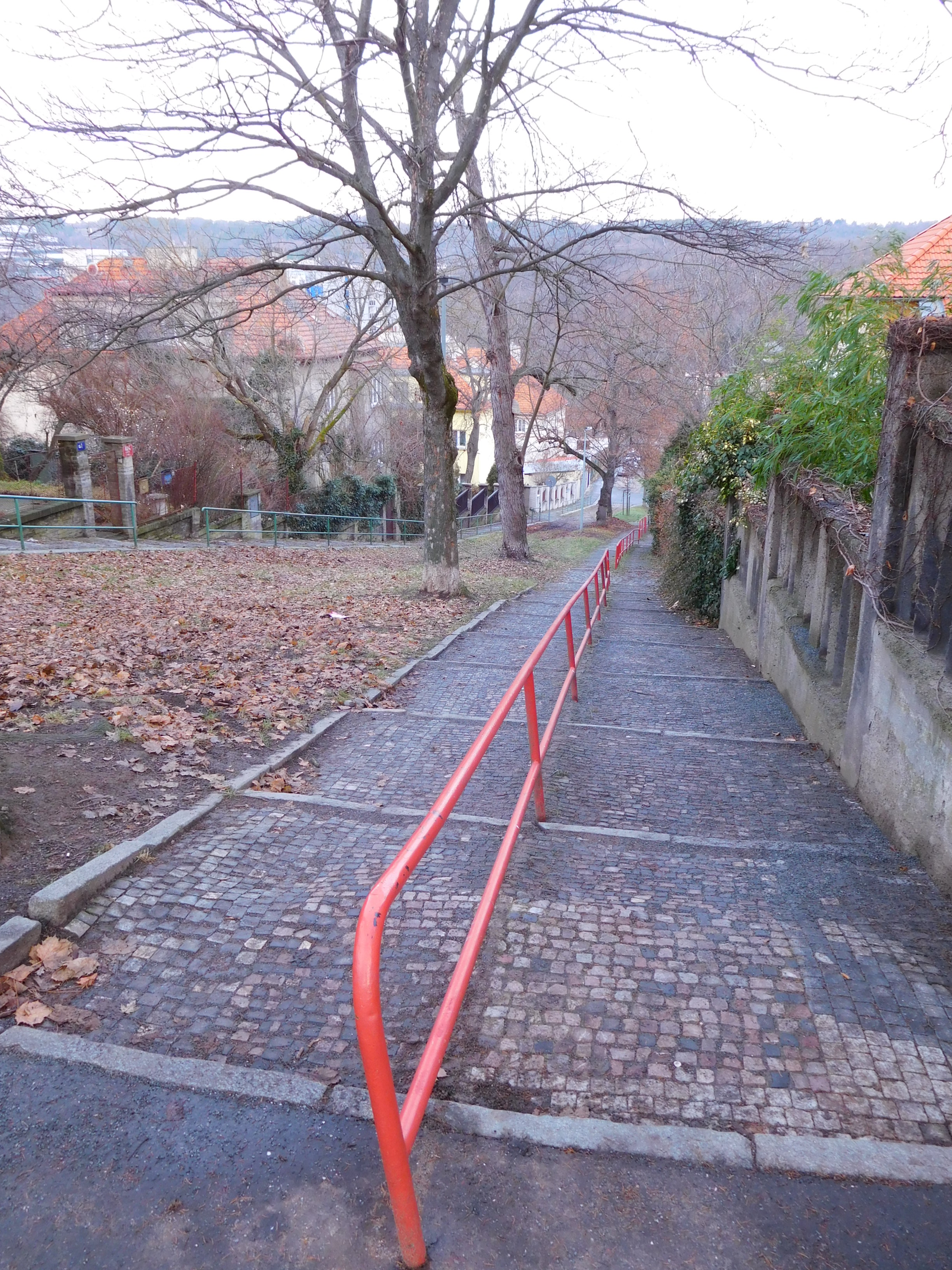
Ulice Schodová, kde vznikly scény z exteriérů.

Rodinná vila se nachází v ulici Schodová 4 v Praze-Košířích. Jednotlivé byty však byly vytvořeny v barrandovskch atelierech a modřanské sokolovně.
V Prokopském údolí u Prahy se nachází jezírko „muže s koženou brašnou“. Budova Fakulty tělesné výchovy a sportu UK zase posloužila jako budova střední školy.

## Hudba
Ve filmu byla použita píseň Slunečný hrob od skupiny Blue Effect.